# Sybra palavana
Sybra palavana es una especie de escarabajo del género Sybra, familia Cerambycidae. Fue descrita científicamente por Aurivillius en 1927.
Habita en Filipinas. Esta especie mide 10 mm.